# Leptochilus gibberus
Leptochilus gibberus är en stekelart som beskrevs av Parker 1966. Leptochilus gibberus ingår i släktet Leptochilus och familjen Eumenidae. Inga underarter finns listade i Catalogue of Life.